# Florian Schmidt (Politiker)

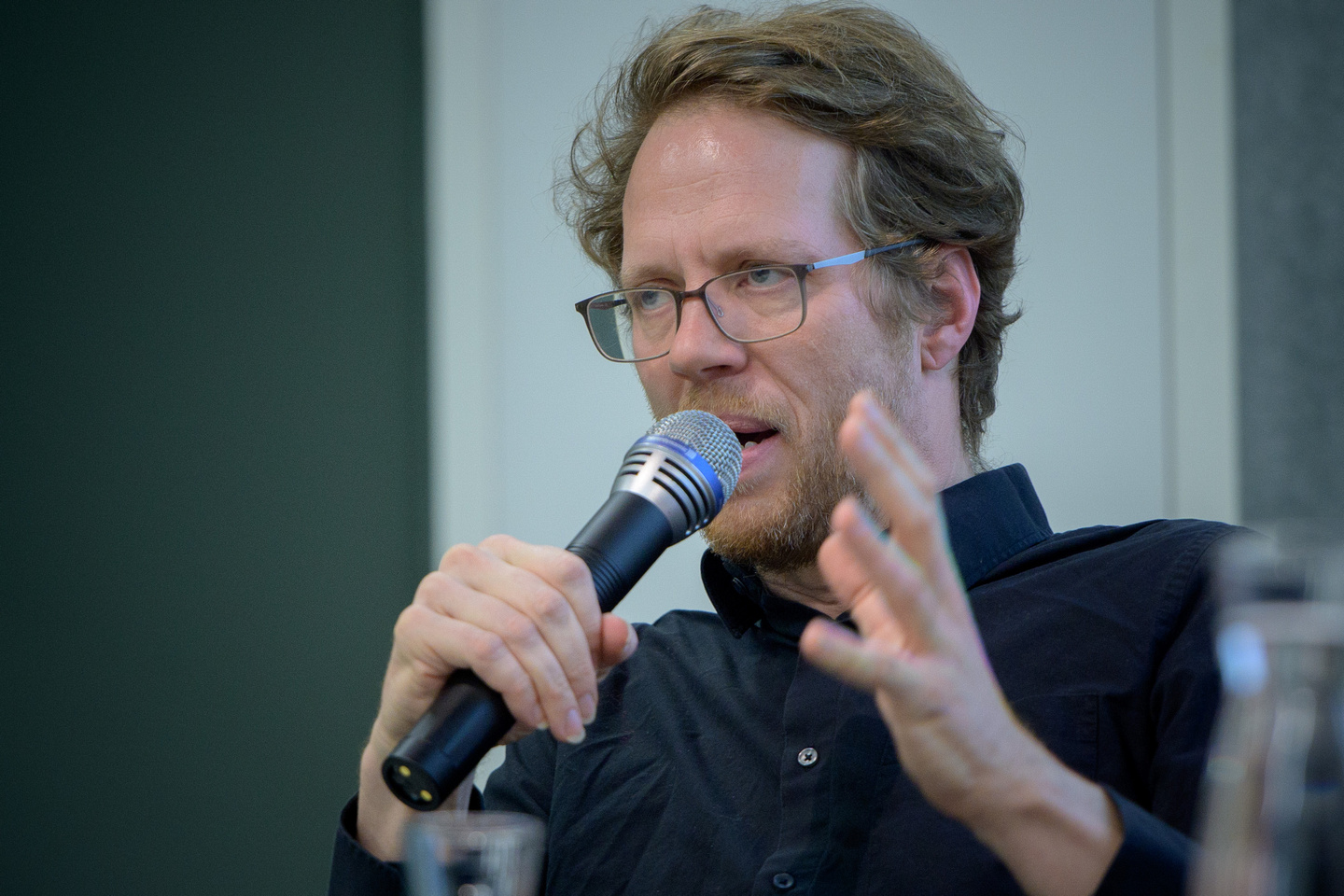
Florian Schmidt, 2020

Florian Schmidt (* 1975 in Köln) ist ein deutscher Sachbuchautor und Politiker (Bündnis 90/Die Grünen). Er ist seit 2016 Bezirksstadtrat in Berlin-Friedrichshain-Kreuzberg. Als Kommunalpolitiker wurde er durch seine umstrittenen Positionen und Aktivitäten, insbesondere hinsichtlich der bezirklichen Miet- und Verkehrssituation, über die Grenzen Berlins hinaus bekannt.

## Leben
Schmidt absolvierte 1996/97 seinen Zivildienst in der Flüchtlingsunterkunft des evangelischen Sozialdiensts am Flughafen Frankfurt. Währenddessen nahm er Gitarrenunterricht am Dr. Hoch’s Konservatorium in Frankfurt. Anschließend studierte er bis 2008 Soziologie (Hauptfach), Kunstgeschichte und Volkswirtschaftslehre (Nebenfächer) an den Universitäten Hamburg, Barcelona und der Humboldt-Universität Berlin mit dem Abschluss Magister mit einer Arbeit zur Raumsoziologie. Von 2004 bis 2008 war er neben dem Studium freiberuflich als Musiker tätig.
Von 2007 bis 2013 koordinierte er den Arbeitskreis Stadtentwicklung beim Bildungswerk Berlin der Heinrich-Böll-Stiftung. Zwischen 2008 und 2010 arbeitete er als Pressesprecher der Initiative Temporäre Kunsthalle Berlin. Von 2009 leitete er das von ihm im selben Jahr mitgegründete Projektbüro Kreativquartier Südliche Friedrichstadt (bis 2016). Dieses Projektbüro hat das erste Konzeptverfahren der Berliner Liegenschaftspolitik initiiert und gegen politische Widerstände im Senat durchgesetzt. Im Herbst 2015 gehörte Schmidt zu den Mitgründern der Initiative Haus der Statistik, einem berlinweiten Zusammenschluss von Akteuren zur Nutzungsumgestaltung des ehemaligen DDR-Haus der Statistik, deren Sprecherteam er bis 2016 angehörte. Von 2014 bis 2016 war er Atelierbeauftragter für Berlin und Leiter des Atelierbüros im BBK-Kulturwerk. In dieser Funktion rief er in Kooperation mit dem Raumlabor Berlin im Frühjahr 2016 die Atelierneubauinitiative Art City Lab ins Leben, der zufolge gemeinsam mit Künstlergruppen bezahlbarer Arbeitsraum im Neubau entwickelt werden soll. Als Atelierbeauftragter konzipierte Schmidt den Masterplan Art Studios 2020, welcher die Schaffung von 2000 neuen Ateliers für bildende Künstler in Berlin vorschlägt. Schmidt war Mitinhaber von Urbanitas – Berlin Barcelona. Büro für lokale Entwicklung, Kulturproduktion und Kommunikation. Er ist verheiratet und hat zwei Kinder. Er ist Sohn des Journalisten Hartmut Schmidt, sowie Neffe des Grünen-Politikers Martin Schmidt, Vetter des Bundesrichters Andreas Grube und des Regisseurs Marcus Grube.

## Politik

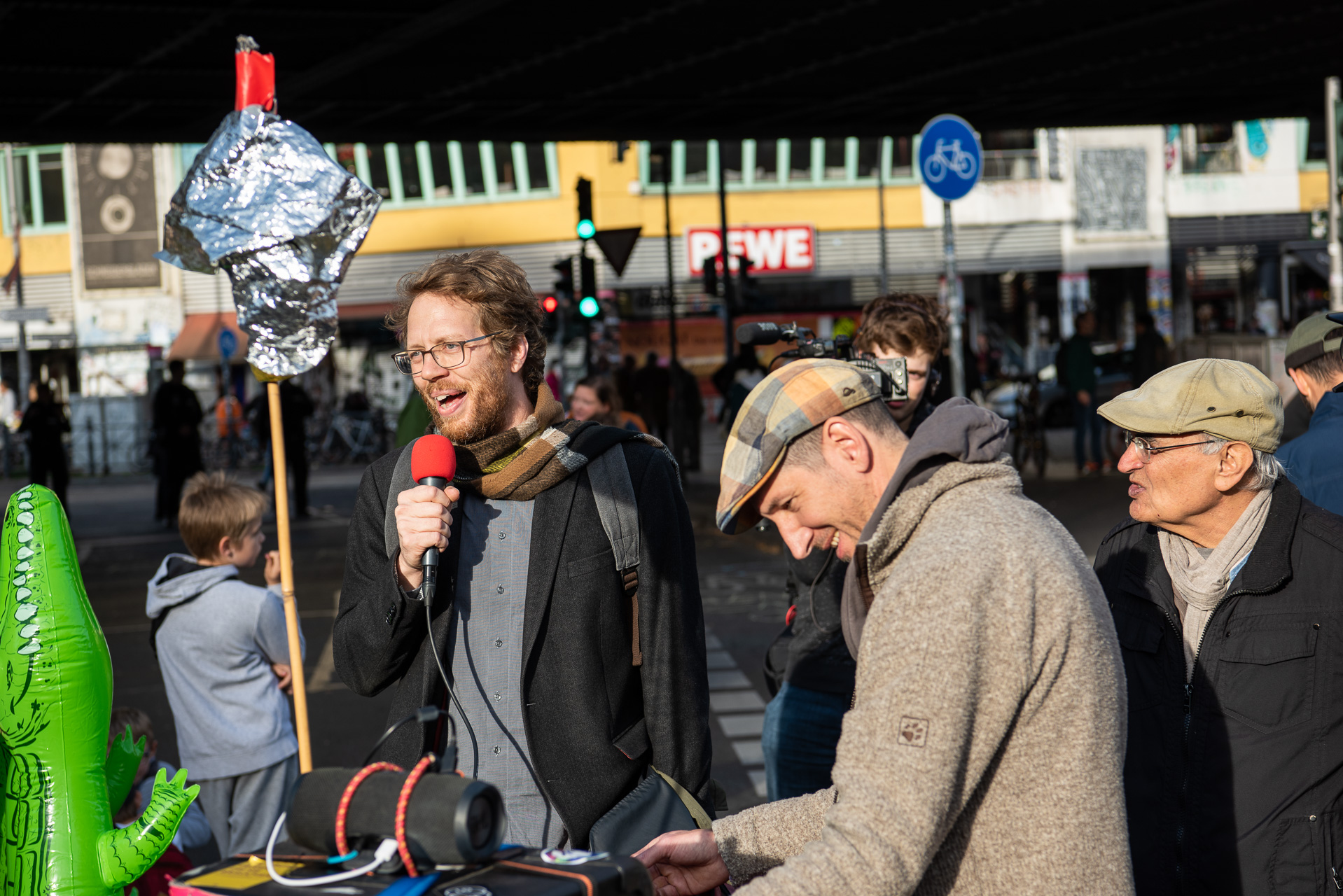
Florian Schmidt auf einer Demonstration am Kottbusser Tor 2019

2006 trat Schmidt den Grünen bei. 2007 war er Initiator und in der Folge Leiter der Arbeitsgemeinschaft Kreative Stadt Berlin von Bündnis 90/Die Grünen im Abgeordnetenhaus von Berlin. Von 2007 bis 2009 war er Mitglied der Bundesarbeitsgemeinschaft Planen, Bauen, Wohnen von Bündnis 90/Die Grünen, von 2011 bis 2016 Koordinator und Sprecher der Initiative Stadt Neudenken sowie von 2012 bis 2016 Koordinator des runden Tischs im Berliner Abgeordnetenhaus für die Neuausrichtung der Berliner Liegenschaftspolitik.
Im Jahr 2016 wurde Schmidt Bezirksstadtrat für Friedrichshain-Kreuzberg und Leiter der Abteilung für Bauen, Planen und Facilitymanagement. In dieser Eigenschaft wurden durch die Bezirksverordnetenversammlung zwei Missbilligungsanträge gegen ihn beschlossen (2019, 2020).

### Begegnungszone Bergmannstraße
Schmidt setzte einen bereits vor seiner Amtszeit in Kooperation von Senat und Bezirk geplanten 1,6 Mio. Euro teuren Umbau der Kreuzberger Bergmannstraße zu einer temporären Begegnungszone um. Insbesondere um auf Parkplätzen aufgestellte Parklets und grüne Punkten auf der Straße gab es öffentliche Kontroversen. Die Parklets wurden im Oktober 2019 wieder zurückgebaut. Im Verlauf des Projekts Begegnungszone wurde im Rahmen eines aufwendigen Beteiligungsverfahren gemeinsam mit Nachbarn das Konzept einer verkehrsberuhigten und autoarmen Bergmannstrasse entwickelt und von einem Einwohnerantrag gestützt.

### Wohnungspolitik
Schmidt ist bundesweit durch die Anwendung des kommunalen Vorkaufsrecht in Milieuschutzgebieten bekannt geworden, u. a. durch seine Teilnahme bei der Talkshow Hart aber Fair. Aufsehen erregte der Konflikt mit dem Immobilienentwickler Christoph Gröner, mit dem Schmidt 2018 in der Talkshow Maischberger diskutierte und dessen Gegenüber er in der WDR-Fernseh-Dokumentation Ungleichland war.  Schmidt wurde als „Robin Hood“ und als „Investorenschreck“ bezeichnet.  Ziel von Schmidts Wohnungspolitik ist es, einer „gemeinwohlorientierten Immobilienwirtschaft“ zum Durchbruch zu verhelfen. Um dies zu erreichen, versucht er mit Mietern und Initiativen Kooperationen umzusetzen. Erklärtes Ziel seiner Politik ist es, den Anteil von gemeinwohlorientierten Wohnungen im Bezirk Friedrichshain-Kreuzberg und in Berlin von 25 % auf 50 % zu erhöhen. Zu seinen Vorbildern gehören die spanische Antizwangsräumungsbewegung und Nachbarschaftsnetzwerke, die in Barcelona „sehr stark gefördert werden“. 2019 gründete Schmidt gemeinsam mit betroffenen Mietern die Initiative 200 Häuser, die sich gegen die Umwandlung von Mietshäusern in Eigentumswohnungen sowie gegen Eigenbedarfskündigungen einsetzt. Er wirbt für Community Land Trusts.

### Diese eG
Als Schutz von Mietern vor Verdrängung übte Schmidt mehrfach zugunsten der zu diesem Zweck gegründeten Genossenschaft Diese eG das Vorkaufsrecht aus. Die Genossenschaft plante dabei Fördermittel des Landes Berlin ein, deren Bewilligung noch nicht erfolgt war. Dies wurde von SPD, CDU, FDP und AfD im Abgeordnetenhaus von Berlin scharf kritisiert. Trotz eines Senatsbeschlusses zur Einführung eines neuen Zuschussprogramms für Genossenschaften wurden der Diese eG die Förderung verweigert. Erst später als geplant wurde die Finanzierung von sechs Häusern durch den Berliner Senat ermöglicht. Durch die Verzögerung geriet die Genossenschaft in Zahlungsschwierigkeiten. Ob es Zusagen des Senats gab, ist Gegenstand von Debatten, die sich auch im Jahresbericht 2020 des Berliner Rechnungshofs widerspiegeln. Schmidt wurde von der bezirklichen SPD-Fraktion vorgeworfen, Akten zum gescheiterten Kauf der Rigaer Straße 101 manipuliert zu haben. Eine Prüfung der Bezirksaufsicht der Senatsinnenverwaltung hat diesen Vorwurf nicht bestätigt. Der Untersuchungsausschuss konnte laut Abschlussbericht „ebenso wie die zwischenzeitlich tätig gewordene Staatsanwaltschaft Berlin – keine Rechtsverstöße feststellen.“

### Rigaer 94
Im September 2020 warfen Medien Schmidt vor, als zuständiger Baustadtrat ein bauaufsichtliches Einschreiten seiner Behörde gegen das Hausbesetzungsprojekt Rigaer Straße 94 verhindert zu haben. Hausbesetzer hätten bauliche Veränderungen wie den Einbau schwerer Türen vorgenommen, die darauf gerichtet gewesen seien, den Zugang der Polizei zu erschweren. Dadurch seien baurechtlich vorgeschriebene Rettungswege beeinträchtigt worden. Daher wollten Mitarbeiter des Bauamtes im Juli 2017 ein „brandschutztechnisches Verfahren“ einleiten. Schmidt soll daraufhin mehrmals – 2017, 2018 und 2019 – die Weisung erteilt haben, „bis auf Weiteres nicht von Amts wegen gegen bauliche Missstände“ vorzugehen. Dies begründete er u. a. damit, dass aus der Mieterschaft „keine Mängelanzeigen“ vorlägen. Vielmehr hätte sie selbst nach Aufforderung Mängel beseitigt. Daher musste von einer „Gefahr für Leib und Leben“ nicht ausgegangen werden und eine Ermessensentscheidung sei möglich. Der Eigentümer habe sich gegenüber der Polizei nicht legitimiert und wollte sich auf dem Weg der Baumängelanzeige Zugang zum Haus verschaffen, obwohl er seine Identität verschleiere. Scharfe Kritik an Schmidt gab es von Innensenator Andreas Geisel, der ihm vorwarf, Gewaltdrohungen nachgegeben und Kosten von 500.000 Euro für die Steuerzahler verursacht zu haben.

## Publikationen
- Wir holen uns die Stadt zurück : Wie wir uns gegen Mietenwahnsinn und Bodenspekulation wehren können, Ullstein, Berlin 2021, ISBN 978-3-86493-126-0.
- Shared Space: Beispiele und Argumente für lebendige öffentliche Räume (Ko-Herausgeber und Ko-Autor), Heinrich-Böll-Stiftung und Alternative Kommunalpolitik, Bielefeld 2010, ISBN 978-3-9803641-7-1.